# (128065) Bartbenjamin
(128065) Bartbenjamin est un astéroïde de la ceinture principale.

## Description
(128065) Bartbenjamin est un astéroïde de la ceinture principale. Il fut découvert le 19 juillet 2003 à Desert Moon par Berton L. Stevens. Il présente une orbite caractérisée par un demi-grand axe de 2,98 UA, une excentricité de 0,13 et une inclinaison de 7,8° par rapport à l'écliptique.

## Compléments